# Phosphatidylinositol-4-phosphate
Un phosphatidylinositol-4-phosphate (abrégé PtdIns(4)P ou PI4P) est l'une des sept classes de phosphoinositides des membranes cellulaires des eucaryotes, c'est-à-dire un dérivé phosphorylé de phosphatidylinositols. Ces composés sont des précurseurs biochimiques des phosphatidylinositol-4,5-bisphosphates.
Les PI4P sont particulièrement abondants dans la membrane de l'appareil de Golgi, où ils se lient à des protéines G.